# Sebastian Schmideler
Sebastian Schmideler (* 1979 in Leipzig) ist ein deutscher Literaturwissenschaftler. Seit September 2024 leitet er die Kinder- und Jugendbuchabteilung der Staatsbibliothek zu Berlin.

## Leben
Schmideler studierte Germanistik, Mittlere und Neuere Geschichte (Magister) sowie Deutsch, Geschichte und Erziehungswissenschaften an der Universität Leipzig. Er war 2005 bis 2012 wissenschaftlicher Mitarbeiter des DFG-Projektes "Edition der sämtlichen Briefe Felix Mendelssohn Bartholdys" am Institut für Musikwissenschaft der Universität Leipzig. 2011 wurde er mit einer Arbeit über die Mittelalterrezeption in der Kinder- und Jugendliteratur vom 18. Jahrhundert bis 1945 an der Universität Leipzig promoviert. 2006 bis 2016 nahm er Lehraufträge an der Universität Leipzig, der Universität Bielefeld und an der Universität Erfurt wahr. 2014 bis 2016 war er wissenschaftlicher Mitarbeiter für Kinder- und Jugendliteratur und ihre Didaktik am Zentrum für Lehrerbildung der Technischen Universität Chemnitz, Professur für Grundschuldidaktik Deutsch, 2016 bis 2024 arbeitete er als wissenschaftlicher Mitarbeiter für Kinder- und Jugendliteratur am Institut für Pädagogik und Didaktik im Elementar- und Primarbereich der Erziehungswissenschaftlichen Fakultät der Universität Leipzig, seit September 2024 leitet er die Kinder- und Jugendbuchabteilung der Staatsbibliothek zu Berlin.
Er ist Reihenherausgeber der Erich Kästner Studien (zusammen mit Johan Zonneveld), Mitglied in der Redaktion der Zeitschrift kjl&m. Forschung. Schule. Bibliothek, Gründungsmitglied und Erster Vorstandsvorsitzender des Fördervereins Erich Kästner Forschung (München), Mitglied des wissenschaftlichen Beirats des Jahrbuchs Kinder- und Jugendliteraturforschung der Gesellschaft für Kinder- und Jugendliteraturforschung (GKJF) und Mitglied der Sonderpreisjury zum Deutschen Jugendliteraturpreis. Seine Forschungsschwerpunkte sind Kinder- und Jugendliteratur, Geschichte der Popularkultur und Literatur- und Psychiatriegeschichte des 18. und 19. Jahrhunderts.

## Schriften (Auswahl)
Monographien
- Vergegenwärtigte Vergangenheit. Geschichtsbilder des Mittelalters in der Kinder- und Jugendliteratur vom 18. Jahrhundert bis 1945. Würzburg 2012.

Herausgeberschaften/Editionen
- Felix Mendelssohn Bartholdy. Sämtliche Briefe. Band 4: August 1834 bis Juni 1836. Kommentiert und bearbeitet von Lucian Schiwietz und Sebastian Schmideler. Auf Basis der von Rudolf Elvers angelegten Sammlung hrsg. von Helmut Loos und Wilhelm Seidel. Kassel; Basel; London; New York; Praha 2011.
- Erich Kästner – so noch nicht gesehen. Impulse und Perspektiven. Internationales Kolloquium aus Anlass des Erscheinens der Bibliographie Erich Kästner von Johan Zonneveld. Tagungsband. Marburg 2012.
- Felix Mendelssohn Bartholdy. Sämtliche Briefe. Band 8: März 1841 bis August 1842. Kommentiert und bearbeitet von Susanne Tomkovic, Christoph Koop und Sebastian Schmideler. Auf Basis der von Rudolf Elvers angelegten Sammlung hrsg. von Helmut Loos und Wilhelm Seidel. Kassel; Basel; London; New York; Praha 2013.
- mit Johan Zonneveld: Kästner im Spiegel. Beiträge zur Forschung zum 40. Todestag. Marburg 2014 (= Erich Kästner-Studien 3).
- mit Petra Josting: Bonsels’ Tierleben – Insekten und Kriechtiere in Kinder- und Jugendmedien. Tagungsband. Hohengehren 2015.
- mit Susanne Riegler: Kinder- und Jugendliteratur in Leipzig. Orte – Akteure – Perspektiven. Leipzig 2016.
- Wissensvermittlung in der Kinder- und Jugendliteratur der DDR. Themen, Formen, Strukturen, Illustrationen. Göttingen 2017.
- Erich Kästner und die Kinderliteratur der fünfziger und sechziger Jahre. Marburg 2018 (= Erich Kästner-Studien 6).
- mit Stefan Brüdermann: Bilderbücher – Reimgeschichten. Leben, Werk und Wirkung des Bückeburger Kinderlyrikers Adolf Holst, Göttingen 2021 (= Veröffentlichungen des Niedersächsischen Landesarchivs, Band 5)
- mit Wiebke Helm: BildWissen – KinderBuch. Historische Sachliteratur für Kinder und Jugendliche und ihre digitale Analyse, Stuttgart 2021 (= Studien zu Kinder- und Jugendliteratur und -medien Band 5)